# William Sargant

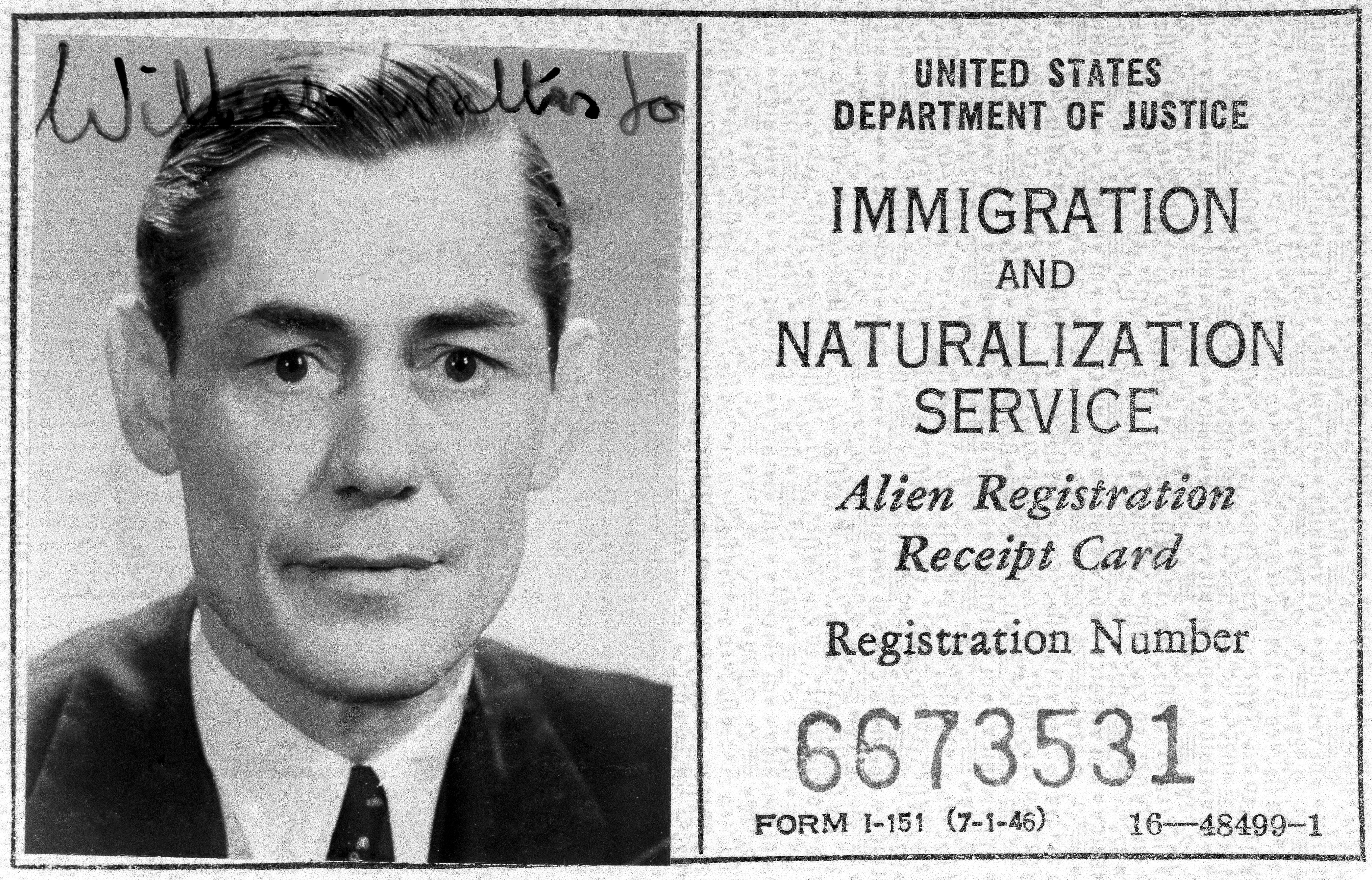
1947 US-Ausweis von William Sargant

William Walters Sargant (24. April 1907 – 27. August 1988) war ein umstrittener britischer Psychiater. Er studierte Medizin am St John’s College der University of Cambridge und promovierte am St. Mary´s Hospital in London. Sargant befürwortete heute nicht mehr benutzte Methoden wie Insulinschocktherapie, Psychochirurgie, Schlaftherapie und die Vorläufer der späteren Elektrokonvulsionstherapie, die er allen Formen der Psychotherapie vorzog.
We Jon Stock in seinem Buch The Sleep Room: A Very British Medical Scandal berichtet, zählte zu Sargants Behandlungsmethoden ein mehrmonatiges, künstlich herbeigeführtes Koma („deep-sleep therapy“ oder „continuous narcosis“ genannt). Dies sollte unter anderem dazu dienen, Behandlungen wie die Elektrokonvulsionstherapie bei den Patienten leichter durchführen zu können. Fast alle Patienten, die dieser Prozedur unterzogen wurden, waren weiblich.

## Werke (Auswahl)
- Mit E. Slater: An introduction to physical methods of treatment in psychiatry. E & S Livingstone, Edinburgh 1944.
- Battle for the mind: a physiology of conversion and brainwashing. Heinemann, London 1957. Neuauflage als Battle for the mind: a physiology of conversion and brainwashing. Malor Books 1997, ISBN 1-883536-06-5.
- The unquiet mind: the autobiography of a physician in psychological medicine. Heinemann, London 1967.
- The mind possessed: a physiology of possession, mysticism, and faith healing. Heinemann, London 1973.